# Dorfkirche Łącko

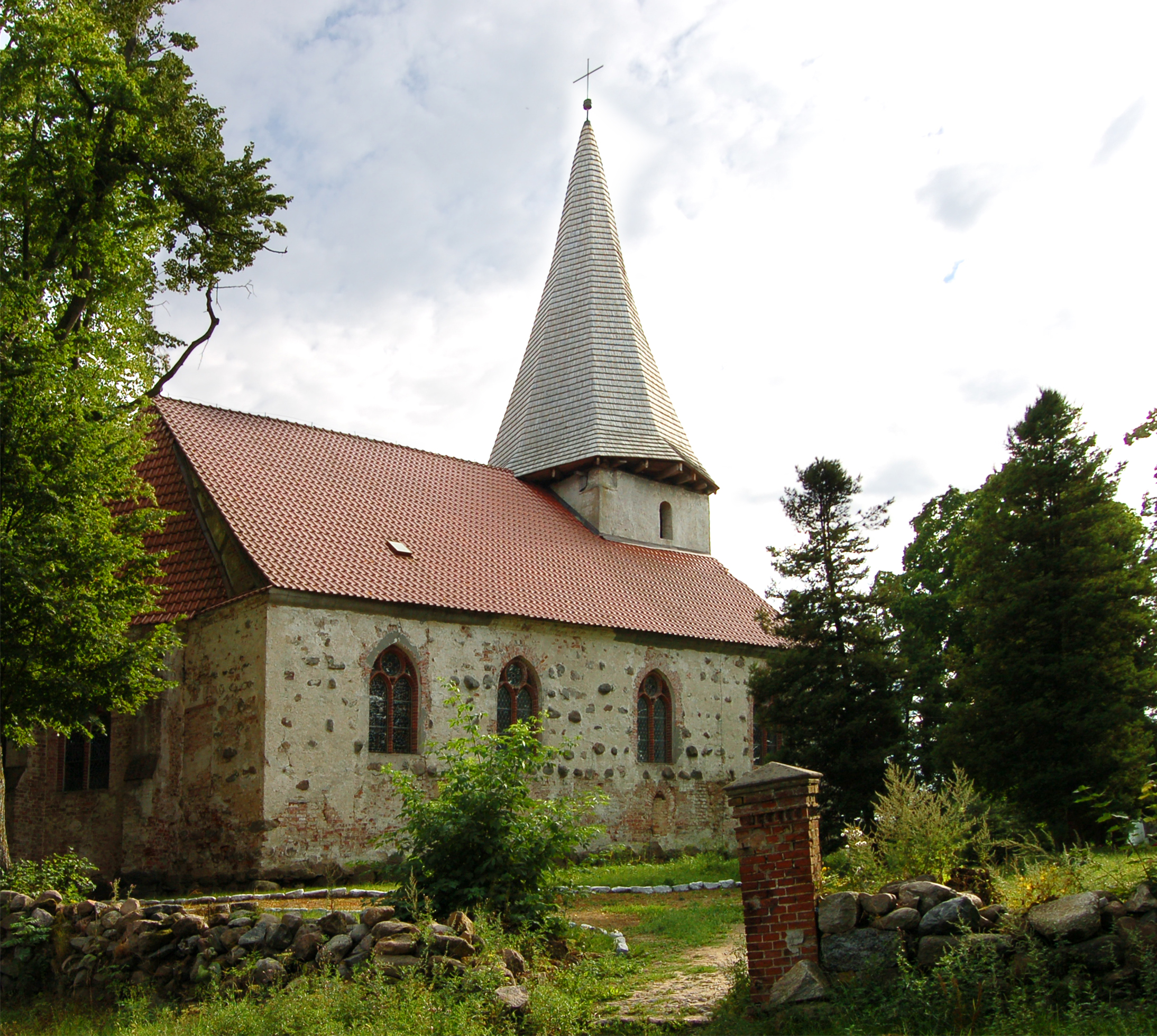
Kirche in Łącko

Die Dorfkirche in Łącko (deutsch Lanzig) in der Gmina Postomino (Pustamin) ist eine dreischiffige Hallenkirche, die vermutlich im 15. Jahrhundert erbaut wurde.

## Geografische Lage
Das Gotteshaus liegt auf dem Dorfanger im alten Ortskern von Łącko inmitten des früheren Kirchhofs. Das Dorf am Ufer des Jezioro Wicko (Vietzker See) erreicht man in 23 Kilometern von Darłowo (Rügenwalde) über die Woiwodschaftsstraße 203 in Richtung Ustka (Stolpmünde) über den Abzweig Drozdowo (Drosedow) – Rusinowo (Rützenhagen) und Korlino (Körlin).

## Gebäude
Die ehemalige Lanziger Pfarrkirche ist auf Feldsteinfundamenten in Ziegeln errichtet. In den Außenwänden sind Feldsteine in das Ziegelmauerwerk eingearbeitet. Der Innenraum ist holzgedeckt, die Pfeiler haben einen achteckigen Querschnitt.
Der Turm öffnet sich mit großem Spitzbogen zum Kircheninneren. Er wird durch einen achteckigen, spitzen Helm gekrönt.
An der Kirchensüdseite befindet sich ein Anbau, der von einem flachbogigen Tonnengewölbe abgeschlossen wird. In den Jahren 1855 bis 1860 wurde das Gotteshaus grundlegend renoviert, wobei auch die Fenster stilgerecht in Spitzbögen eingewölbt wurden.
Während der Besetzung durch sowjetische Truppen im Jahre 1945 wurde die Kirche stark verwüstet. Das bis dahin als evangelisches Gotteshaus genutzte Gebäude wurde nach 1945 der katholischen Kirche übereignet. Am 1. Juni 1951 erhielt es eine neue Weihe mit dem Namen Zwiastowania NMP (Mariä Verkündigung). In den Nachkriegsjahren wurde das Gotteshaus teilweise wieder hergerichtet, so dass sie heute eine der sehenswerteren Kirchen in Powiat Sławieński (Kreis Schlawe) ist.

## Innenausstattung
Der Altar hatte bis 1945 einen gemauerten Tisch mit überwölbtem Innenraum. Er soll aus der Zeit um 1600 stammen und ist in den letzten Jahren des 20. Jahrhunderts restauriert worden. Im barocken Aufbau befindet sich eine Darstellung vom Abendmahl (der Christuskopf wird in orientalischer Manier dargestellt), ein Ecce Homo-Bild und die Mariä Verkündigung. Vor dem Altar hing früher ein Schiffsmodell.
Der Taufstein war aus Kalksandstein gefertigt.
An der Südwand hing ein großes Kruzifix, das mit Krabben besetzt war. Die vier Enden des Kreuzes trugen die Symbole der Evangelisten. Das Kruzifix stammte wohl aus dem 15. Jahrhundert.
In der Kirche wurde eine Dornenkrone aufbewahrt, die Herzog Bogislaw X. von seiner Jerusalemfahrt mitgebracht haben soll. Außerdem war die Kirche im Besitz eines 1822 verfassten Berichtes über diese Pilgerfahrt.
Die beiden vor 1945 im Turm läutenden Glocken hatten Inschriften in gotischen Minuskeln. Eine dieser Glocken musste im Zweiten Weltkrieg abgeliefert werden, entging jedoch der Einschmelzung für Munitionszwecke. Sie befindet sich seit 1952 in der Kirche Heidberg im Oberbergischen Kreis.

## Gedenktafel
Durch viele Besuche in der alten Heimat entstand bei den ehemaligen deutschen Einwohnern der Wunsch, eine Gedenktafel in der Kirche anzubringen. Ein entsprechender Antrag wurde von der katholischen Kirche genehmigt. Durch Spenden der ehemaligen evangelischen Kirchenmitglieder kam das Vorhaben zustande, und im Oktober 1998 wurde die Gedenktafel in Anwesenheit vieler ehemaliger (deutscher) und jetziger (polnischer) Einwohner feierlich angebracht und eingeweiht.
Der Text ist in deutscher und polnischer Sprache gehalten:
Gott ist Liebe, und wer in der Liebe bleibt, der bleibt in Gott und Gott in ihm. (1. Joh. 4,16) Zum Gedenken der Verstorbenen der evangelisch-lutherischen Kirchengemeinde Lanzig (es folgen die Namen aller Kirchspielorte) – Anno Domini Oktober 1998

## Kirchhof

### Anlage
Zum Betreten des Kirchhofs rund um die Kirche schreitet man auch heute noch durch den mächtigen Rundbogen eines Portals mit einer Kreisblende. Ehemals breitete eine weitausladende Linde ihr Laubdach über den Friedhof.

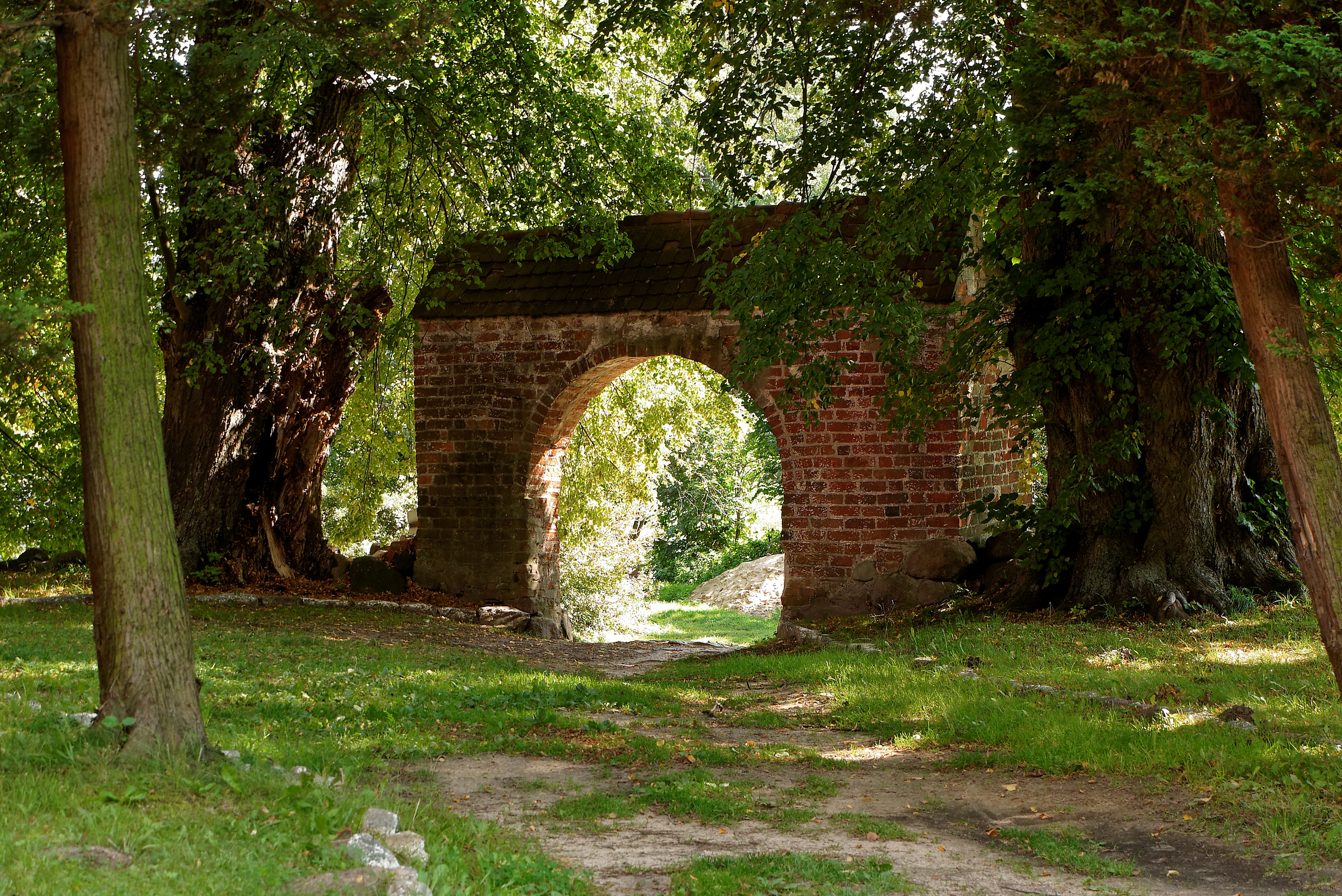
Historisches Tor zur Dorfkirche in Lanzig

### Gedenkstein
Auf dem Friedhof wurde ein Areal bereitgestellt, um einen Wunsch ehemaliger Lanziger umzusetzen: die Aufstellung eines Gedenksteins für die Verstorbenen der ehemals deutschen evangelischen Kirchengemeinde Lanzig. Der Schuldirektor aus Korlino (Körlin), der die Initiative hierzu ergriff, hat mit den Kindern seiner Schule die Pflege der Gedenkstätte übernommen.
Am 2. Oktober 2002 fand die feierliche Einweihung der Gedenkstätte mit einem ökumenischen Gottesdienst statt. Auf dem Gedenkstein ist zu lesen: Zum Gedenken der Toten, die auf der Flucht, Verschleppung und Vertreibung sterben mußten, der Kriegsgefallenen und derer, die hier in Generationen ihre letzte Ruhestätte fanden (es folgen die Familiennamen und die Namen der Kirchspielorte) Gedenket unser, wir mußten fort. 636 Familien des Kirchspiels Lanzig Kreis Schlawe/Pommern. Oktober Anno 2002.

## Kirchspiel

### Kirchengemeinde
Lanzig war bis 1945 Pfarrdorf des nach ihm benannten Kirchspiels, zu dem neun Dörfer in der Umgebung des Vietzker Sees gehörten. Neben Lanzig waren es Körlin (heute polnisch: Korlino), Krolow (Królewo), Krolowstrand  (Królewice), Natzmershagen (Naćmierz), Neuenhagen (Jezierzany), Scheddin (Wszedzień), Vietzke (Wicko) und Vietzkerstrand (Wicko Morskie). 1945 verbrannte die Kirchenchronik, die nach der Reformation begann. Neben der Kirche stand der Pfarrhof mit Pfarrhaus, der 1827 ausgebaut worden war.
Bis 1945 gehörte das Kirchspiel Lanzig zum Kirchenkreis Rügenwalde in der Kirchenprovinz Pommern der evangelischen Kirche der Altpreußischen Union. Heute werden die evangelischen Einwohner vom Pfarramt Koszalin (Köslin) in der Diözese Pommern-Großpolen der Evangelisch-Augsburgischen Kirche in Polen betreut.
Mit der Übernahme durch die Römisch-katholische Kirche in Polen 1946 bildete Łącko weiterhin eine Pfarrei, zu der dann allerdings die Filialkirche Rusinowo (Rützenhagen) und – nach Errichtung einer eigenen Kirche – auch Jarosławiec (Jershöft) gehören. Zuständiges Dekanat ist das in Ustka (Stolpmünde) im Bistum Köslin-Kolberg.

### Pfarrer
1. Johann Spliet
2. Joachim Spliet
3. um 1600: Christian Bielang
4. vor 1625–1657: Daniel Mandelkow
5. 1657–1690: Johannes Boye
6. 1691–1720: Christian Boye
7. 1721–1748: Christian Friedrich Pilasch
8. 1785–1796: Johann Conrad Buchholtz
9. 1797–1826: Johann Georg Friedrich Erdt
10. 1828–1856: Franz Jakob Schramm
11. 1856–1883: Albert Otto Wilhelm Modritzki
12. 1884–1889: Eduard Wilhelm Lindemann
13. 1889–1898: Johannes Ludwig Ferdinand am Ende
14. 1899–1910: August Hermann Nitschalk
15. 1911–1927: Richard Falk
16. 1928–1945: Hans Gaedicke

1. 1946–1947: Franciszek Kluszczyński
2. 1947–1967: Stefan Szpręga
3. 1967–1978: Norbert Roj
4. 1978–1985: Stanisław Pecnik
5. 1985–1994: Henry Urzykowski
6. 1994–1996: Stanisław Grudzień
7. seit 1996: Andrzej Bagiński